# Dialoog

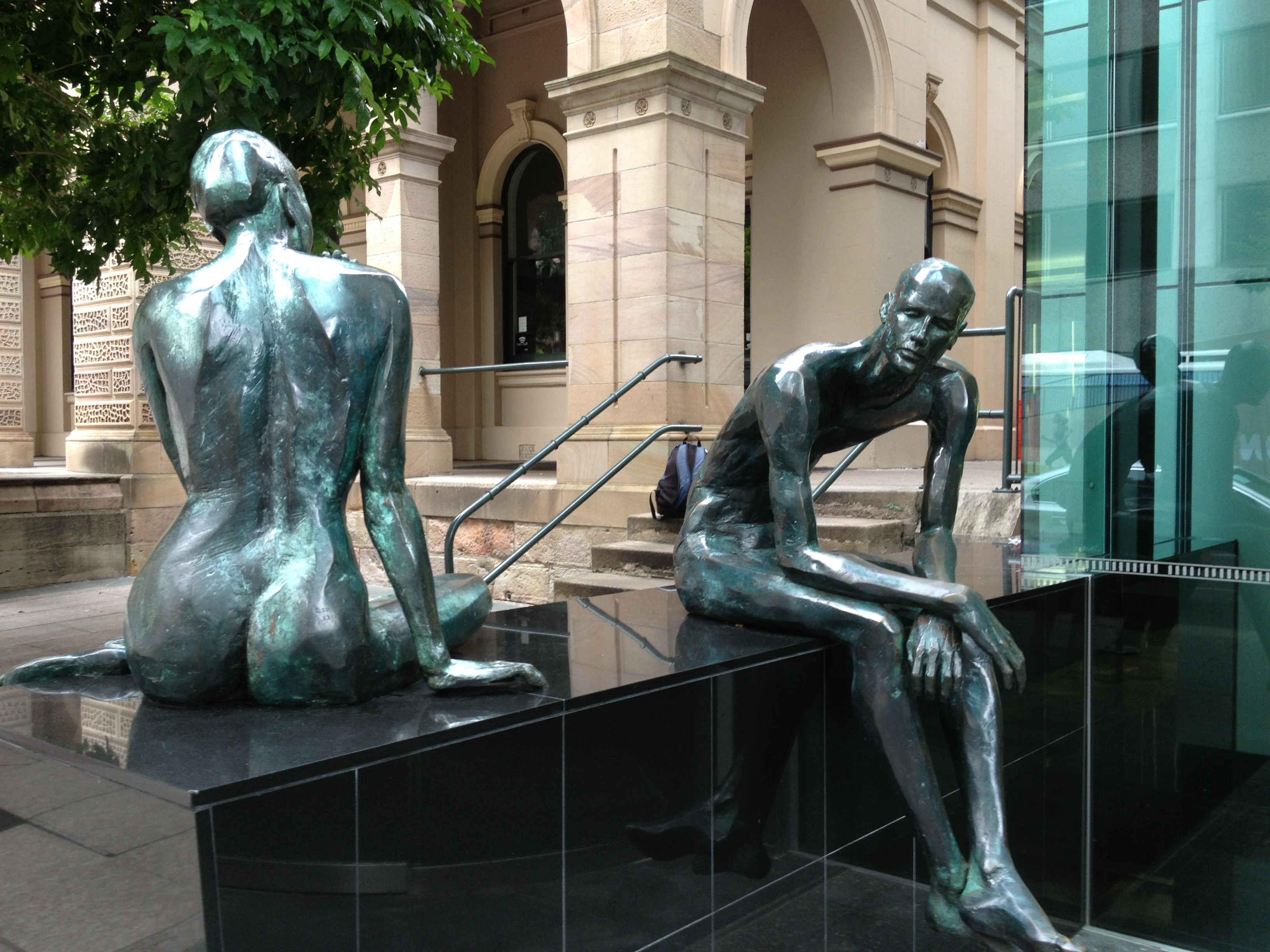
Beeld Dialoog door Cezary Stulgis, Brisbane

Een dialoog is een gesproken of geschreven conversatie tussen twee of meer personen, en een literaire vorm die zo'n uitwisseling weergeeft. Als een narratief, filosofisch of didactisch middel wordt het vooral in het Westen geassocieerd met de socratische dialoog zoals ontwikkeld door Plato. 

## Etymologie
Dialoog is een samenstelling van de Griekse woorden λόγος (logos, woord, taal, rede) en διά- (dia, door). 

## Betekenissen in verschillende contexten
Aan het begrip dialoog wordt verschillend invulling gegeven, afhankelijk van het gebied of de context waarin het gebruikt wordt. In een ruimere betekenis geldt een dialoog ook voor een gesprek tussen twee of meer partijen, instanties of groepen van personen, zoals de dialoog tussen werkgevers en werknemers, tussen de leraar en zijn klas.
In relatietherapieën beschouwt men het evenwicht in het gesprek als eigen aan de dialoog. Alle partijen komen evenwaardig aan bod en hebben de kans hun standpunt of gevoelens naar voren te brengen. In de regel is een dialoog ook verrijkend, omdat men van de ander iets leert of omdat er de tijd is genomen goed naar elkaar te luisteren. Om dit aspect van uitdrukkelijk naar elkaar te luisteren te benadrukken gebruikt men in (echtpaar-)therapie de techniek van contemplatieve dialoog. Hier vraagt men elke gesprekspartner expliciet samen te vatten wat hij of zij gehoord heeft van de ander alvorens zelf te reageren. Een doorgedreven vorm van actief luisteren dus.
Ook in de muziek spreekt men van dialoog bij een samenspel van twee solo-instrumenten, of bij een concerto, waar de solist dialogeert met het orkest, of de pianobegeleider met de zanger.
Dialogen zijn in allerlei vormen van theateropvoeringen de kracht die het stuk op gang brengt en houdt. Zelfs in de monoloog speelt de dialoog een rol, in die zin dat de hoofdrolspeler vaak een denkbeeldige tegenfiguur oproept of met zichzelf de dialoog aangaat.
In de literatuur, en vooral in de filosofische literatuur maakt men vaak gebruik van dialogen. Plato introduceerde de socratische dialoog, en werd daarin nagevolgd door Cicero (in zijn Tusculanae disputationes), Lipsius (De constantia) en Coornhert (Twee-spraeck, of waerheydt vry maeckt?) en vele anderen. Romans bevatten vaak lange passages in dialoogvorm.